# (18794) Kianafrank
(18794) Kianafrank (1999 JG62) – planetoida z pasa głównego asteroid okrążająca Słońce w ciągu 3,68 lat w średniej odległości 2,38 j.a. Odkryta 10 maja 1999 roku.